# Поляков, Иван Кондратьевич
Иван Кондратьевич Поляков (1838—1923) — русский предприниматель, старообрядец, родившийся в семье крепостных и впоследствии ставший успешным фабрикантом. Потомственный почётный гражданин, коммерции советник, член Совета Волжско-Камского банка, выборный Московского отделения торговли и мануфактур, гласный земского собрания Богородского уезда, член Особого комитета по тарифным делам при Московской бирже. Один из учредителей Саввинской фабрики в Железнодорожном и «Товарищества мануфактур Викулы Морозова с сыновьями».

## Биография
Иван Кондратьевич Поляков родился в 1838 году. Он был крепостным крестьянином из деревни Березняки Березниковской волости Судогородского уезда Владимирской губернии. Сейчас эта деревня располагается на территории Собинского района Владимирской области.
Согласно семейному преданию, Поляков и его невеста Неонила Карповна Свешникова покинули родную деревню и нашли работу на территории современного города Орехово-Зуево, на фабрике Елисея Саввича Морозова. Иван Поляков устроился там сторожем, а Неонила Свешникова мыла полы, в то время они только поженились.
Однажды Елисей Морозов лично познакомился с Иваном Поляковым — сторожем, который, как он слышал, хорошо читает церковные тексты — и решил, что тот достоин лучшей должности. Поляков постепенно стал продвигаться по служебной лестнице.
В 1864 году Морозов доверил Полякову торговлю своими товарами в Москве и на всех российских ярмарках. Поляков теперь мог представлять Товарищество мануфактур в судах и принимать судьбоносные решения для предприятия. После смерти Елисея Саввича, Иван Кондратьевич продолжил заниматься делами Морозовых, но уже при его сыне Викуле Елисеевиче. Поляков был главным бухгалтером, затем работал управляющим, позже возглавил совет директоров. Поляков владел 200 паями товарищества. 27 декабря 1896 года был высочайше утверждён устав «Товарищества Саввинской мануфактуры Викула Морозова сыновей, Ивана Полякова и К°». В первые годы своей предпринимательской деятельности Поляков принадлежал к крестьянскому сословию в статусе временнообязанного, а после получения звания коммерции советника перешёл в сословие потомственных почётных граждан.
Иван Поляков был гласным земского собрания Богородского уезда, коммерции советником, выборным московского биржевого общества. Был попечителем торговой школы Общества купеческих приказчиков, членом Совета Волжско-Камского банка и Особого комитета по тарифным делам при Московской бирже. По состоянию на 1916 год он был товарищем председателя Российского взаимного страхового союза. Член Совета Московского отделения торговли и мануфактур.
Сохранились воспоминания современников о Иване Полякове:
…высокого роста, довольно плотный, совершенно плешивый, с ясными лучистыми глазами, невольно притягивающий к себе людей, заставляя ему подчиняться. Имел твёрдый, настойчивый характер и имел способность быстро ориентироваться во всех трудных вопросахМосковский промышленник Николай Варенцов.
Иван Кондратьевич Поляков и Морозовы создали ещё одно предприятие в Саввино, что позволило обеспечить многих людей в округе работой. Иван Кондратьевич способствовал тому, чтобы храм в Саввино реконструировали и расширили. Поляков обеспечил новых рабочих фабрики жильём — было построено три здания казарм. Эти здания служили рабочим домом на первое время, потом они могли начать строить собственные дома. Так появилась деревня Соболиха, в которой жили рабочие фабрики в собственной недвижимости. Поляков лояльно относился к рабочим. Однажды ему сообщили, что один рабочий украл с фабрики ведро краски и использует её для того, чтобы покрасить свой дом. На что он просто ответил, что пусть рабочий и дальше красит. Поляков построил двухэтажные дома с квартирами для служащих. При фабрике была начальная школа и больничный комплекс, здания которых не сохранились до нашего времени. Около церкви были расположены собственные дома Поляковых. Дом Ивана Кондратьевича Полякова сохранился: это деревянное здание, которое стоит за церковью.
Иван Поляков был старообрядцем и заместителем председателя второй поморской общины. Он выделял средства на строительство старообрядческого храма в Токмаковском переулке.
Управляющим у Ивана Полякова был человек по фамилии Ануфриев.
После революции 1917 года, фабрика в Саввино продолжала работать. В 1918 году, когда у Полякова забрали ключи от предприятия, он вначале спокойно отреагировал на ситуацию, но затем у него случился инсульт. Следующие пять лет жизни он был парализованным. После конфискации домов в Саввино, Поляковы переехали в Москву. Там, в Лялином переулке рядом с домом Алексея Викуловича, был двухэтажный особняк Ивана Кондратьевича в котором и разместилась вся семья, помимо дочерей, вышедших замуж. Умер Иван Поляков в 1923 году. Его похоронили на Рогожском кладбище.

## Семья

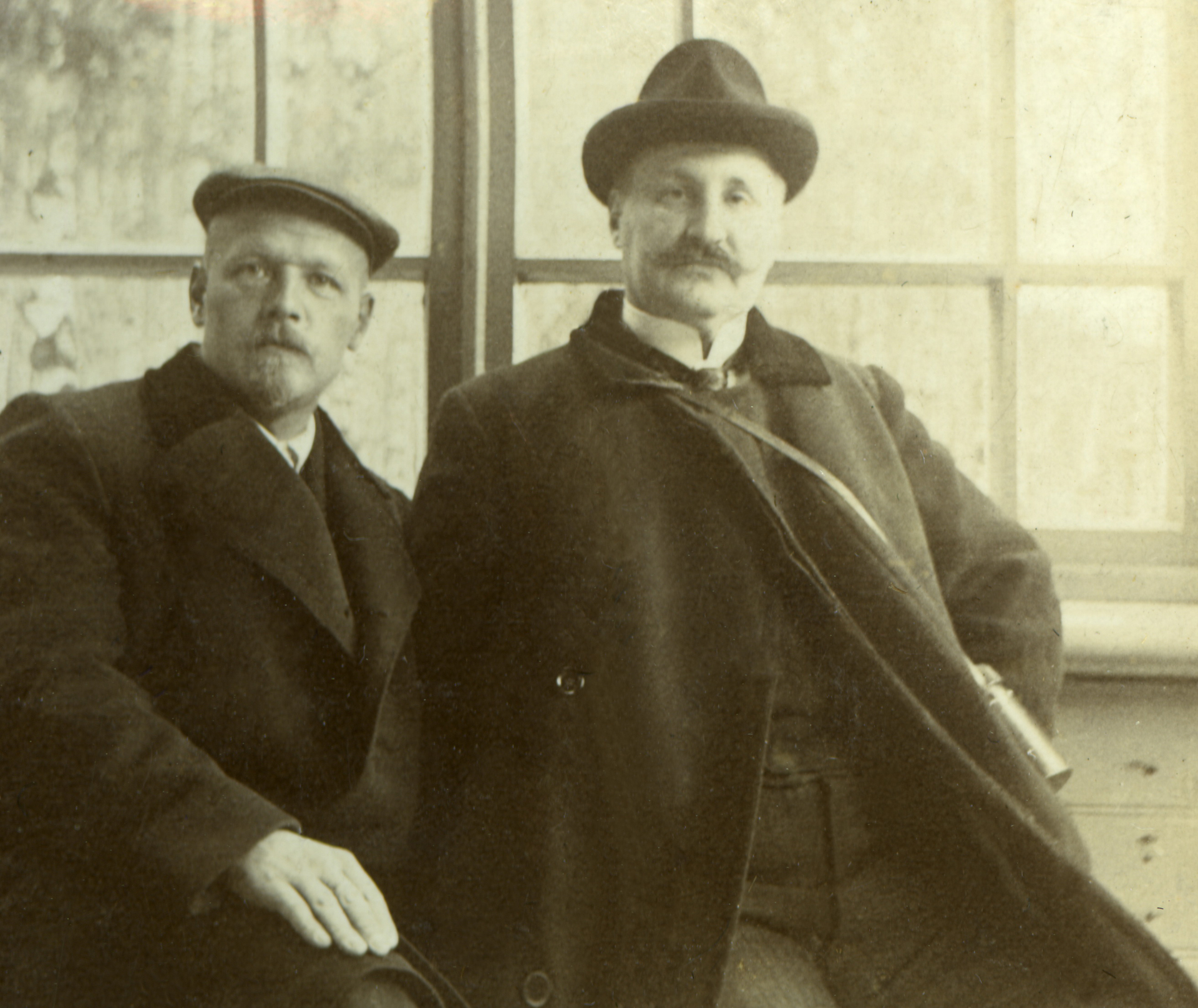
Алексей Викулович Морозов и Григорий Иванович Поляков

Иван Кондратьевич Поляков женился на Неониле Карповне Свешниковой. У них было пятеро детей: трое дочерей и двое сыновей. Возможно, Неонила Полякова была родственницей С. Н. Свешникова, крестьянина деревни Угрюмиха Судогородского уезда Владимирской губернии, который служил управляющим у Викула Елисеевича Морозова.
О жизни сыновей Полякова сохранилась подробная информация:
- Елисей Иванович Поляков свое имя получил в честь фабриканта Елисея Саввича Морозова. Елисей Иванович был выпускником Александровского коммерческого училища, возглавлял фабрику в Саввино. Интерьеры его дома оформлял архитектор Илья Евграфович Бондаренко. Здание не сохранилось до нашего времени. У Елисея Полякова было пятеро детей.
- Григорий Иванович Поляков заведовал ткацким отделением Саввинской мануфактуры. Увлекался орнитологией. Издавал научный журнал для орнитологов, в котором публиковались материалы Михаила Михайловича Пришвина. Свою коллекцию птиц — тридцать семь сундуков — он подарил зоологическому музею Московского университета. Также, как и у брата, у него был отдельный дом в Саввино. Отец пятерых детей[3].

В 1920-х годах Поляковых репрессировали. Возможно, из-за знакомства с англичанином Джеймсом Чарноком, который жил до революции в России и занимался обслуживанием фабричного оборудования. В 1918 он вернулся обратно в Англию, а в 1920-х отправлял Поляковым посылки, чтобы помочь в тяжелое время. НКВД допрашивало Елисея Ивановича Полякова, и Григория Ивановича Полякова и его двух сыновей. Елисей Иванович умер во время следствия, а Григория Ивановича отправили на пять лет на Соловки. Его сына, Льва Григорьевича, который забирал в британской дипмиссии посылки, также арестовали. Он принимал участие в строительстве Беломорканал и подорвал свое здоровье. Ещё одного сына Алексея Григорьевича отправили в Нижний Тагил. Григорий Иванович после Соловков был в ссылке в Архангельске, где заболел туберкулезом. После жил в бедности в Перловке в Подмосковье, где и умер.